# Eugenio Interguglielmi

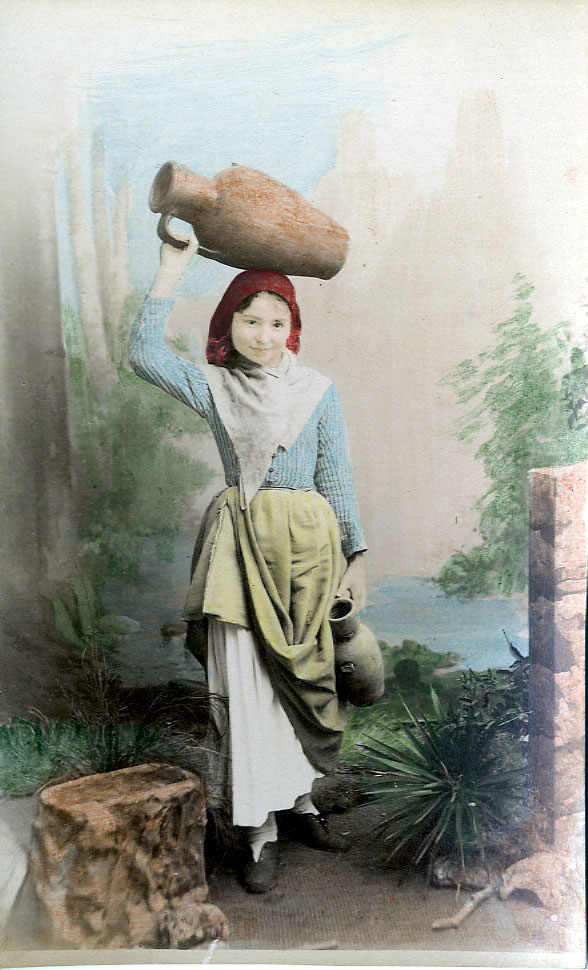
Nosička vody, ručně kolorovaná fotografie, Palermo

Eugenio Interguglielmi (1850 – 1911) byl italský fotograf působící hlavně v 19. století. Věnoval se portrétní fotografii, fotografii architektury a krajiny.

## Životopis
Fotografickou kariéru zahájil v roce 1863 v Palermu, základy tohoto umění se naučil od svého strýce. Spolupracoval s Giuseppem Incorporou, se kterým se stal průkopníkem fotografie v hlavním městě Sicílie. Na výstavě v Palermu 1891-1892 získali za svou práci vysoké ocenění.
Po jeho smrti v roce 1909 (nebo 1911) převzal fotografickou živnost jeho syn Eugenio Interguglielmi junior.

## Galerie

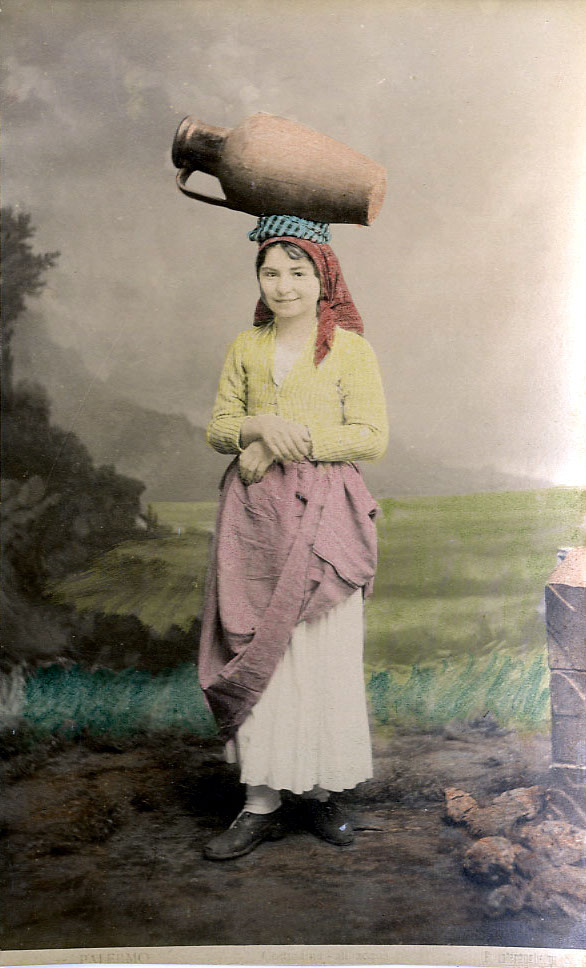
Nosička vody, ručně kolorovaná fotografie, Palermo
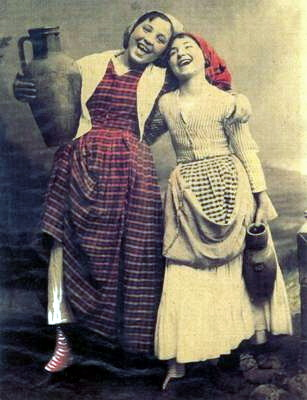
Nosičky vody, ručně kolorovaná fotografie, Palermo
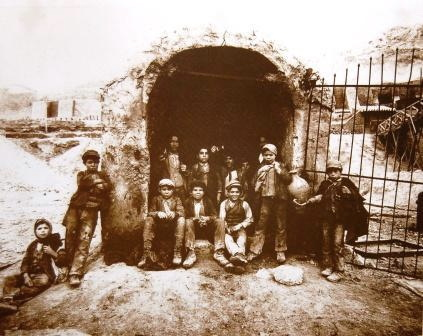
Chlapci před sirným dolem, Sicílie
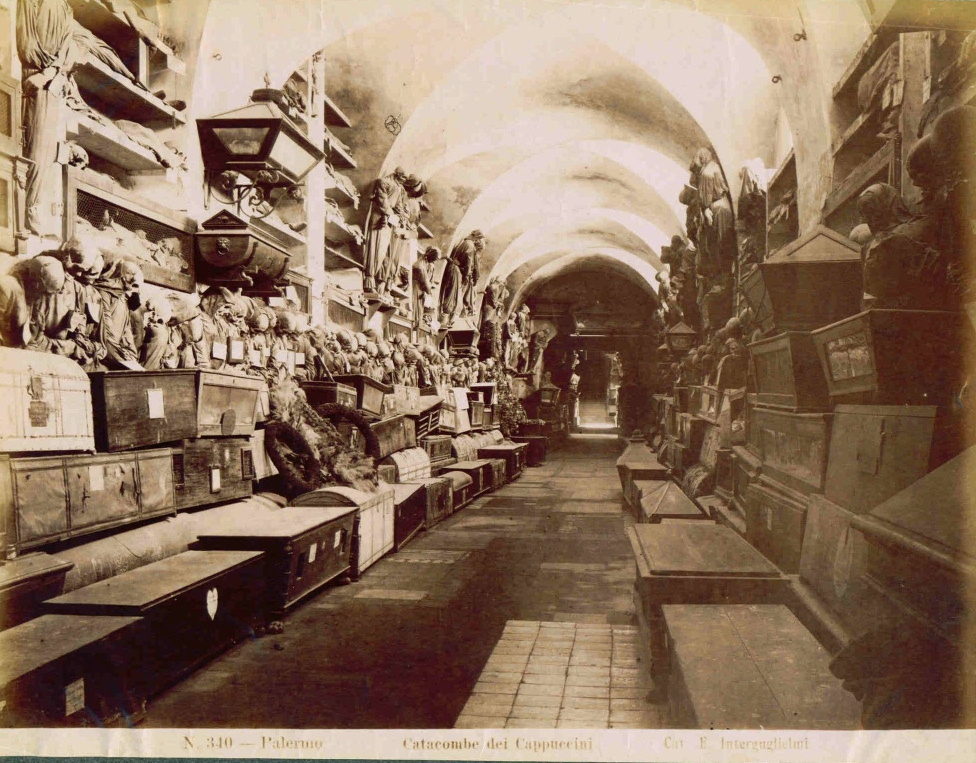
Kapucínské katakomby, Palermo